# Баграт I, князь Мухранский
Баграт I, князь Мухранский (род. 1487, Грузинское царство — 1539 год, Картлийское царство) — первый князь Мухранский (1515—1539), был основателем боковой княжеской ветви Багратион-Мухранских, из династии Багратионов.
Третий сын Константина II, царя Картли.

## Биография
В 1511 году царем Кахетии стал Георгий II Злой, который сразу же напал на Картли и осадил царя Давида, брата Баграта Мухранбатони в крепости Атени.
С этого времени начались регулярные набеги кахетинцев на Картли.
Давид не хотел лично участвовать в боевых действиях, поэтому войну с кахетинцами начал его брат Баграт, который выговорил себе в удел Мухрани (область на границе с Кахетией).
В 1513 году Баграт сумел взять в плен кахетинского царя, умертвил его в своей крепости, а после вторгся в Кахети и занял её всю.

Из записей царевича Вахушти Багратиони:
И так как не переставал Ав-Гиорги разорять страну, предложили братья царю Давиду воспротивиться ему, а он отвечал: «из-за своего зла получит он возмездие, почему мы должны затеять смуту?» Однако Баграт, брат царя Давида сказал: «отнял он Кахети и ныне хочет отнять Картли», и выпросил в удел Мухрани и ущелья Арагви и Ксани с мохевэ и мтиулами под свою власть и говорил Баграт «я стану врагом Ав-Гиорги». Тогда Давид был вынужден разрешить Баграту это. Выступил Баграт и построил в Мухрани Мтверскую крепость…
… и пришел Ав-Гиорги с большим войском, окружил пребывающего в крепости Баграта и теснил сильно три месяца Баграта. Послал тогда Ав-Гиорги Баграту кувшин с вином и велел сказать: «ты сын царя и уже много время не пил вина, так угощайся». А Баграт в колодце держал живого лосося, отослал его Ав-Гиорги и велел передать: «три месяца пребываешь на реке Ксани и не пробовал рыбу, угощайся, ибо живая она». Удивился Ав-Гиорги и поверил в изобилие пищи у осажденных и отступил, разорил страну и вернулся в Кахети…

… Затем вновь выступил Ав-Гиорги по обыкновению, ограбил Картли и, так как не боялся никого, отослал свои войска вперед, а сам с немногими людьми шел и забавлялся охотой. Тогда Баграт со своим войском проследил за нимв теснине Дзалиси, и когда туда подошел Ав-Гиорги, выбрав подходящее время, атаковал и истребил бывших с ним и захватил Ав-Гиорги и заключил его в Мтверской крепости лета Христова 1513, грузинского 201. Затем в том же году удавили его или умер.
Утверждается, что он сделал это «с Амилахором». Это может означать, что с ним был Така Амилахвари, первый из князей Амилахвари. То есть, в этом походе на Кахетию участвовали родоначальники сразу двух грузинских феодальных фамилий.
Таким образом Баграт временно присоединил к Картли Кахетинское царство. Но в 1518 году Леван, сын Георгия II Злого, вернулся с иранской армией и вернул себе Кахетию.
В 1522 году Иран совершил первое серьёзное нападение на Картли. Армия шаха Исмаила подошла к Тбилиси и произошло сражение при Телети.
По статусу Баграт должен был командовать левым флангом. О его участии нигде ничего не сказано, но трудно представить себе его отсутствие.
Ему было примерно 35 лет, он ещё был в форме.
В 1539 Баграт удалился в монастырь, где постригся в монахи под именем Варнава.
Одно из замечательных произведений полемического жанра древнегрузинской письменности принадлежит Баграту I Мухранбатони, «Повесть о безбожных исмаилитах». Автор рассуждает об истории мусульманской веры и анализирует эту религию с позиции апологета христианства. В работе также содержится краткая информация о древнегрузинских переводчиках и впервые сообщается о знаменитом памятнике грузинской светской письменности «Амирандареджаниани».

## Потомство

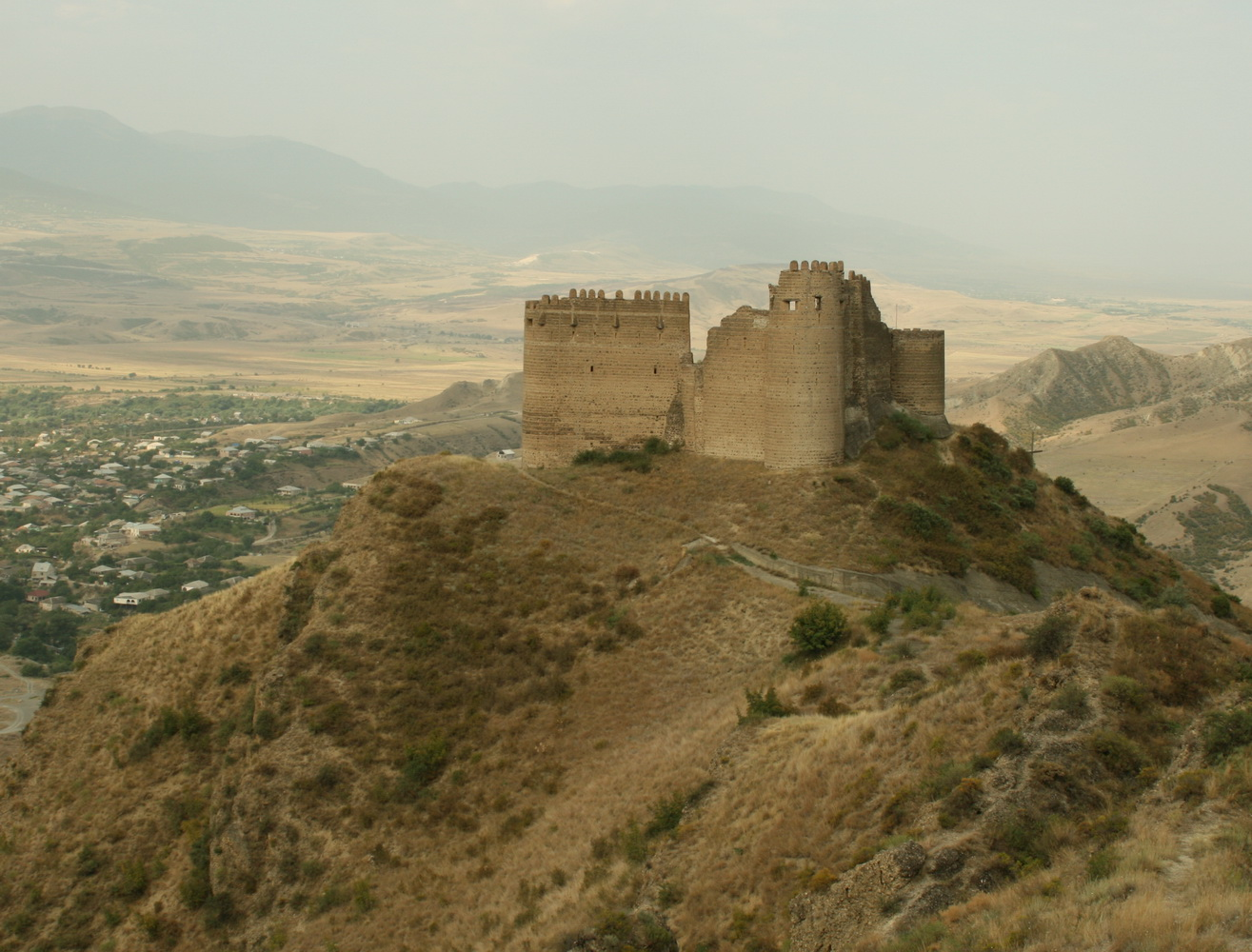
Ксанский замок, он же Мтверская крепость, построен в 1513 году по указу первого князя Мухранского — Баграта I Мухранбатони. Здесь же и удавили кахетинского царя-узурпатора Георгия II за его преступления.

Имя его жены неизвестно. У него остались сыновья и дочери:
- Вахтанг, (князь 1539—1580)
- Ираклий
- Арчил — 1582, пленный в Иране (1560—1576), отец Ираклия, князя (1581—1605)
- Ашотан (соправитель Вахтанга Мухранбатони 1539—1561), отец Кетеван Великомученицы.
- Александр
- Дедисимеди, замужем за Кайхосро II Джакели
- Ионатан
- Иотам
- Феодора
- Гульдапар

Следующим князем Мухранским стал его сын — Вахтанг.